# I don't waste my time
I don't waste my time (grafisch: I don't wa$te my time) is een artistiek kunstwerk in Amsterdam-Centrum.
Kunstenaar Selwyn Senatori (geboren 1973) maakte een uitvergrote replica van zijn pedaalemmer in zijn atelier. Daarbij sloeg hij de deuk niet over. Thema is Tijd=geld (time is the ultimate luxury). Het beeld staan op een betonnen sokkel op het Rokin voor het gebouw op Rokin 69. Senatori’s atelier bevindt zich dan op Rokin 75.
Het beeld kostte naar zeggen 50.000 euro en werd in januari 2022 onthuld door Dehlia Timman, voorzitter van het dagelijks bestuur van Amsterdam-Centrum.
Het is een voortzetting van het project Out of office forever van ondernemer Salem Samhoud, die het beleven van het kantoorleven een ander aanzicht wilde geven in tijden van thuiswerken tijdens de coronapandemie. Die tentoonstelling, waarop onder andere ook uitvergrote koffiemokken te zien waren, werd gehouden in de lente van 2021. Het beeld op het Rokin zou één van de drie exemplaren zijn die Senatori gemaakt zou hebben.
Senatori maakte rond 2015 een norse Nijntje voor de Nijntje Art Parade.